# 사족충류
케르코조아(Cercozoa)는 원생생물의 생물군 중 하나이다. 하나의 생물 계(界)로 분류하기도 한다. 아메바편모충류 또는 사족충류로 부르기도 한다.

## 특징
사상위족(絲狀僞足, filopodia)으로 포식하는 아메바 모양의 생물 그리고 편모충 등으로 이루어진 원생생물 집단이다. 사상위족은 세포 표면의 일부분에 한정되어 있기도 하지만, 다른 많은 원생동물로 보이는 진정한 세포구는 존재하지 않는다. 케르코조아의 생물 종들은 다양한 형태를 하고 있어, 그 일체성은 분자생물학적인 해석을 통해 강한 지지를 받고 있음에도 불구하고, 케르코조아라고 하는 분류군을 한 가지로 정의하는 형태 형질은 발견되지 않았다.

## 계통 분류
다음은 2019년 리자리아의 계통 분류이다.

| 필로사 | \| \| 레티쿨로필로사 \| \| \| \| \| \| 모나도필로사 \| \| \| \| |
|        | \| \| 레티쿨로필로사 \| \| \| \| \| \| 모나도필로사 \| \| \| \| |
|        | 엔도믹사                                                        |
|        |                                                                 |
|        | 레티쿨로필로사                                                  |
|        |                                                                 |
|        | 모나도필로사                                                    |
|        |                                                                 |

|  | 레티쿨로필로사 |
|  |                |
|  | 모나도필로사   |
|  |                |

|  | \| \| 유공충아문 \| \| \| \| \| \| 다공낭충류 \| \| \| \| |
|  |                                                           |
|  | 방사극충강                                                |
|  |                                                           |
|  | 유공충아문                                                |
|  |                                                           |
|  | 다공낭충류                                                |
|  |                                                           |

|  | 유공충아문 |
|  |            |
|  | 다공낭충류 |
|  |            |

| 필로사 | \| \| 레티쿨로필로사 \| \| \| \| \| \| 모나도필로사 \| \| \| \| |
|        | \| \| 레티쿨로필로사 \| \| \| \| \| \| 모나도필로사 \| \| \| \| |
|        | 엔도믹사                                                        |
|        |                                                                 |
|        | 레티쿨로필로사                                                  |
|        |                                                                 |
|        | 모나도필로사                                                    |
|        |                                                                 |

|  | 레티쿨로필로사 |
|  |                |
|  | 모나도필로사   |
|  |                |

|  | \| \| 유공충아문 \| \| \| \| \| \| 다공낭충류 \| \| \| \| |
|  |                                                           |
|  | 방사극충강                                                |
|  |                                                           |
|  | 유공충아문                                                |
|  |                                                           |
|  | 다공낭충류                                                |
|  |                                                           |

|  | 유공충아문 |
|  |            |
|  | 다공낭충류 |
|  |            |